# Tầng 4 (kỷ Cambri)
| Hệ/ Kỷ                                                                                   | Thống/ Thế                       | Bậc/ Kỳ                          | Tuổi (Ma) | Tuổi (Ma) |
| ---------------------------------------------------------------------------------------- | -------------------------------- | -------------------------------- | --------- | --------- |
| Ordovic                                                                                  | Dưới/Sớm                         | Tremadoc                         | trẻ hơn   | trẻ hơn   |
| Cambri                                                                                   | Phù Dung                         | Tầng 10                          | 485.4     | ~489.5    |
| Cambri                                                                                   | Phù Dung                         | Giang Sơn                        | ~489.5    | ~494      |
| Cambri                                                                                   | Phù Dung                         | Bài Bích                         | ~494      | ~497      |
| Cambri                                                                                   | Miêu Lĩnh                        | Cổ Trượng                        | ~497      | ~500.5    |
| Cambri                                                                                   | Miêu Lĩnh                        | Drum                             | ~500.5    | ~504.5    |
| Cambri                                                                                   | Miêu Lĩnh                        | Ô Lựu                            | ~504.5    | ~509      |
| Cambri                                                                                   | Thống 2                          | Tầng 4                           | ~509      | ~514      |
| Cambri                                                                                   | Thống 2                          | Tầng 3                           | ~514      | ~521      |
| Cambri                                                                                   | Terreneuve                       | Tầng 2                           | ~521      | ~529      |
| Cambri                                                                                   | Terreneuve                       | Fortune                          | ~529      | 541.0     |
| Ediacara                                                                                 | không xác định tầng động vật nào | không xác định tầng động vật nào | già hơn   | già hơn   |
| Phân chia kỷ Cambri theo ICS năm 2018. Các giai đoạn in nghiêng không có tên chính thức. |                                  |                                  |           |           |

Tầng 4 là tên gọi không chính thức của tầng thứ 4 thuộc kỷ Cambri và là tầng trên cùng của thống 2.  Nó tiếp sau tầng 3 và đứng trước tầng 5. Đáy của nó vẫn chưa được xác định rõ ràng bởi ủy ban quốc tế về địa tầng học. Một đề xuất thì nó là điểm xuất hiện đầu tiên của hai chi bọ ba thùy, Olenellus hoặc Redlichia. Một đề xuất khác thì nó là điểm xuất hiện đầu tiên của  loài bọ ba thùy Arthricocephalus chauveaui. Cả hai đề xuất đều xác định đáy của tầng 4 có niên đại vào khoảng ~ 514 triệu năm trước. Đỉnh của tầng 4 tướng ứng với đáy của tầng 5, cũng chưa được xác định. Có một đề xuất rằng đó là điểm xuất hiện đầu tiên của  loài bọ ba thùy Oryctocephalus indicus hoặc Ovatoryctocara granulata, có niên đại vào khoảng ~509 triệu năm trước.

## Tên gọi
Ủy ban quốc tế về địa tầng vẫn chưa có tên chính thức cho tầng 3 của kỷ Cambri. Trong cách gọi tên được sử dụng rộng rãi ở Siberian, tầng 4 là một phần của hai tầng Botom và Toyon.

## Sinh địa tầng
Điểm bắt đầu của tầng 4 gần tương ứng với đáy tầng thực vật Duyunian châu Âu và đáy tầng thực vật Leonian Nam Trung Quốc.